# Atletism la Jocurile Olimpice de vară din 2024 - Săritura în lungime (masculin)
Proba de atletism săritura în lungime masculin de la Jocurile Olimpice de vară din 2024 a avut loc în perioada 4 - 6 august 2024 pe Stade de France.

## Recorduri
Înaintea acestei competiții, recordurile mondiale și olimpice erau următoarele:
| Record           | Atlet             | Timp   | Loc                | Data              |
| ---------------- | ----------------- | ------ | ------------------ | ----------------- |
| Recordul mondial | Mike Powell (USA) | 8,95 m | Tokyo, Japonia     | 30 august 1991    |
| Recordul olimpic | Bob Beamon (USA)  | 8,90 m | Mexico City, Mexic | 18 octombrie 1968 |

## Program
Orele sunt ora Franței (UTC+1) 
| Data                    | Oră   | Etapă      |
| ----------------------- | ----- | ---------- |
| Duminică, 4 august 2024 | 11:00 | Calificări |
| Marți, 6 august 2024    | 20:20 | Finala     |

## Rezultate

### Calificări
S-a calificat în finală orice sportiv care a sărit lungimea de 8,15 m (C) sau atleții cu cele mai bune 12 rezultate (c).
| Loc | Grupă | Atlet                  | Țară                           | 1    | 2    | 3    | Rezultat | Note  |
| --- | ----- | ---------------------- | ------------------------------ | ---- | ---- | ---- | -------- | ----- |
| 1   | A     | Miltiadis Tentoglou    | Grecia                         | 8,32 |      |      | 8,32     | C     |
| 2   | B     | Radek Juška            | Cehia                          | 7,85 | 8,15 |      | 8,15     | C, SB |
| 3   | B     | Wang Jianan            | China                          | 8,12 |      |      | 8,12     | c, SB |
| 4   | B     | Simon Ehammer          | Elveția                        | 7,69 | 8,09 | 6,62 | 8,09     | c     |
| 5   | B     | Filip Pravdica         | Croația                        | 7,68 | 8,04 | 7,59 | 8,04     | c     |
| 6   | A     | Mattia Furlani         | Italia                         | 8,01 | 7,95 | x    | 8,01     | c     |
| 7   | B     | Wayne Pinnock          | Jamaica                        | 7,96 | 7,72 | 7,68 | 7,96     | c     |
| 8   | A     | Jacob Fincham-Dukes    | Marea Britanie                 | x    | 7,38 | 7,96 | 7,96     | c     |
| 9   | B     | Zhang Mingkun          | China                          | 7,91 | 7,88 | 7,92 | 7,92     | c     |
| 10  | B     | Arnovis Dalmero        | Columbia                       | 7,92 | 7,83 | 7,78 | 7,92     | c     |
| 11  | A     | Carey McLeod           | Jamaica                        | 7,77 | 7,90 | x    | 7,90     | c     |
| 12  | A     | Simon Batz             | Germania                       | x    | 7,90 | 7,60 | 7,90     | c     |
| 13  | A     | Emiliano Lasa          | Uruguay                        | 7,87 | 7,58 | 7,70 | 7,87     |       |
| 14  | A     | Bozhidar Sarâboyukov   | Bulgaria                       | x    | x    | 7,87 | 7,87     |       |
| 15  | A     | Jeremiah Davis         | Statele Unite ale Americii     | 7,83 | 7,78 | 7,78 | 7,83     |       |
| 16  | B     | Thobias Montler        | Suedia                         | x    | x    | 7,82 | 7,82     |       |
| 17  | A     | Yuki Hashioka          | Japonia                        | x    | 7,72 | 7,81 | 7,81     |       |
| 18  | B     | Chris Mitrevski        | Australia                      | 7,66 | 7,79 | 6,47 | 7,79     |       |
| 19  | B     | Tajay Gayle            | Jamaica                        | 7,78 | 7,68 | 7,63 | 7,78     |       |
| 20  | A     | Anvar Anvarov          | Uzbekistan                     | 7,57 | 7,77 | 7,77 | 7,77     |       |
| 21  | B     | Malcolm Clemons        | Statele Unite ale Americii     | 7,72 | 7,46 | 7,72 | 7,72     |       |
| 22  | B     | Lin Yu-Tang            | Taipeiul Chinez                | 7,70 | x    | 7,66 | 7,70     |       |
| 23  | A     | Jovan van Vuuren       | Africa de Sud                  | 7,70 | x    | 7,41 | 7,70     |       |
| 24  | A     | Shi Yuhao              | China                          | 7,68 | 7,30 | 7,68 | 7,68     |       |
| 25  | A     | Alejandro Parada       | Cuba                           | 7,62 | 7,02 | x    | 7,62     |       |
| 26  | B     | Jeswin Aldrin          | India                          | x    | x    | 7,61 | 7,61     |       |
| 27  | A     | Liam Adcock            | Australia                      | 7,41 | 7,56 | 7,29 | 7,56     |       |
| 28  | B     | Tom Campagne           | Franța                         | 7,50 | x    | 7,51 | 7,51     |       |
| 29  | A     | Mohammad Amin Alsalami | Echipa Olimpică a Refugiaților | 7,03 | 7,24 | 7,24 | 7,24     |       |
| 30  | A     | Petr Meindlschmid      | Cehia                          | 6,97 | x    | x    | 6,97     |       |
| 31  | B     | Cheswill Johnson       | Africa de Sud                  | x    | 4,49 | x    | 4,49     |       |
|     | A     | Lucas Marcelino        | Brazilia                       | x    | x    | x    | FR       |       |
|     | B     | Jarrion Lawson         | Statele Unite ale Americii     | x    | x    | x    | FR       |       |

### Finala
| Loc | Atlet               | Țară           | 1    | 2    | 3    | 4            | 5            | 6            | Rezultat | Note |
| --- | ------------------- | -------------- | ---- | ---- | ---- | ------------ | ------------ | ------------ | -------- | ---- |
| 1   | Miltiadis Tentoglou | Grecia         | 8,27 | 8,48 | 8,24 | 8,36         | 8,31         | x            | 8,48     |      |
| 2   | Wayne Pinnock       | Jamaica        | 7,84 | 8,36 | 7,99 | 8,05         | 8,24         | 8,12         | 8,36     |      |
| 3   | Mattia Furlani      | Italia         | 8,34 | 8,25 | x    | x            | 8,34         | 8,27         | 8,34     |      |
| 4   | Simon Ehammer       | Elveția        | x    | 8,20 | 8,11 | 7,92         | x            | x            | 8,20     |      |
| 5   | Jacob Fincham-Dukes | Marea Britanie | 7,95 | 8,14 | x    | x            | x            | 7,64         | 8,14     |      |
| 6   | Simon Batz          | Germania       | 7,58 | 8,07 | 7,79 | 7,71         | 7,95         | 7,94         | 8,07     |      |
| 7   | Zhang Mingkun       | China          | 7,81 | x    | 8,07 | x            | 7,93         | x            | 8,07     |      |
| 8   | Wang Jianan         | China          | 7,96 | x    | 7,92 | x            | -            | 8,03         | 8,03     |      |
| 9   | Filip Pravdica      | Croația        | 7,72 | 7,90 | 7,87 | nu a avansat | nu a avansat | nu a avansat | 7,90     |      |
| 10  | Radek Juška         | Cehia          | 7,78 | 7,69 | 7,83 | nu a avansat | nu a avansat | nu a avansat | 7,83     |      |
| 11  | Arnovis Dalmero     | Columbia       | x    | 7,83 | 7,74 | nu a avansat | nu a avansat | nu a avansat | 7,83     |      |
| 12  | Carey McLeod        | Jamaica        | 7,51 | 7,16 | 7,82 | nu a avansat | nu a avansat | nu a avansat | 7,82     |      |